# 한주완
한주완(1984년 1월 10일 ~ )은 대한민국의 배우이다.

## 연기 활동

### 드라마
- 2013년 KBS2 주말연속극 《왕가네 식구들》 ... 최상남 역
- 2013년 KBS2 드라마 스페셜 《연우의 여름》 ... 김윤환 역
- 2014년 KBS2 수목드라마 《조선 총잡이》 ... 김호경 역
- 2014년 KBS2 단막극 《KBS 드라마 스페셜 - 간서치열전》 ... 장수한 역
- 2015년 MBC 월화드라마 《화정》 ... 강인우 역
- 2016년 네이버 TV 웹드라마 《앙마 다이어리》 ... 악마 역
- 2016년 MBC 주말드라마 《불어라 미풍아》 ... 조희동 역
- 2016년 KBS2 단막극 《KBS 드라마 스페셜 - 평양까지 이만원》 ... 박영정 역
- 2017년 KBS2 월화드라마 《학교 2017》 ... 심강명 역
- 2017년 OCN 월화드라마 《멜로홀릭》 ... 김선호 / 책방 남자 역
- 2021년 tvN 수목드라마 《더 로드: 1의 비극》  ... 김영신 역

### 영화
- 2009년 《소년 마부》 ... 현우 역
- 2010년 《부서진 밤》
- 2012년 《지난 여름, 갑자기》 ... 이상우 역
- 2013년 《화이: 괴물을 삼킨 아이》 ... 전회장 수행원 역
- 2013년 《비상구》
- 2013년 《소설, 영화와 만나다》 ... 우현 역
- 2015년 《로보트:리바이벌》
- 2016년 《사랑후애》
- 2017년 《프리즌》 ... 종대 역
- 2018년 《당신의 부탁》 ... 정우 역
- 2019년 《돈》 ... 백종필 역

### 앨범
- 〈왕가네식구들 O.S.T〉 - 그 사람（with 이윤지）

### 라디오
- 2016년 1월 4일 ~ 1월 6일 MBC FM4U 《박지윤의 FM데이트》 《5분 드라마, 한사람을 위한 마음》 총3편

## 수상
- 2013년 KBS 연기대상 남자 신인상
- 2014년 슈퍼탤런트 오브 더 월드 시즌4 아시아 뉴스타상